# Врело (Исток)
Врело (до 1992. године званичан назив Врела; алб. Vrellë или Vrella) је насељено место у општини Исток, на Косову и Метохији. Према попису становништва из 2011. у насељу је живело 2.641 становник. Након 1999. село је познато и као Тедел (алб. Tedel или Tedeli).

## Положај
Атар насеља се налази на територији катастарске општине Врело површине 2374 ha.

## Историја
Први помен Врела датира из 1397. године, када је српска кнегиња Милица приложила манастиру Дечанима вреоски заселак. У попису из 1485. године помиње се тамошњи манастир Богородице Хвостанске, са пет калуђера у њему. Једно време манастиром је управљао будући српски патријарх Макарије Соколовић. У близини манастира се налазе остаци безименог утврђења, а високо у стенама Црвеног Крша је откривено неколико испосница.
У селу се налази стара џамија, млин Ћеле Бицаја и кула Алија Бел Бицаја.

## Демографија
| Година       | 1948  | 1953  | 1961  | 1971  | 1981  | 1991  | 2011  |
| ------------ | ----- | ----- | ----- | ----- | ----- | ----- | ----- |
| Становништво | 1.359 | 1.459 | 1.621 | 2.125 | 2.601 | 3.050 | 2.641 |

|  |

## Становништво
Према попису из 1961. године и попису из 1981. године село је био већински насељено Албанцима. Према попису из 2011. године, Врело је већински било насељено Албанцима.
| Етнички састав према попису из 1961.‍ | Етнички састав према попису из 1961.‍ | Етнички састав према попису из 1961.‍ | Етнички састав према попису из 1961.‍ | Етнички састав према попису из 1961.‍ |
| ------------------------------------ | ------------------------------------ | ------------------------------------ | ------------------------------------ | ------------------------------------ |
|                                      |                                      |                                      |                                      |                                      |
| Албанци                              | Албанци                              |                                      | 1.574                                | 97,1%                                |
| Црногорци                            | Црногорци                            |                                      | 28                                   | 1,73%                                |
| Југословени                          | Југословени                          |                                      | 11                                   | 0,68%                                |
| Срби                                 | Срби                                 |                                      | 4                                    | 0,25%                                |
| Муслимани                            | Муслимани                            |                                      | 4                                    | 0,25%                                |
| Укупно: 1.621                        |                                      |                                      |                                      |                                      |

| Етнички састав према попису из 1971.‍ | Етнички састав према попису из 1971.‍ | Етнички састав према попису из 1971.‍ | Етнички састав према попису из 1971.‍ | Етнички састав према попису из 1971.‍ |
| ------------------------------------ | ------------------------------------ | ------------------------------------ | ------------------------------------ | ------------------------------------ |
|                                      |                                      |                                      |                                      |                                      |
| Албанци                              | Албанци                              |                                      | 2.109                                | 99,2%                                |
| Муслимани                            | Муслимани                            |                                      | 9                                    | 0,42%                                |
| Црногорци                            | Црногорци                            |                                      | 2                                    | 0,09%                                |
| Укупно: 2.125                        |                                      |                                      |                                      |                                      |

| Етнички састав према попису из 1981.‍ | Етнички састав према попису из 1981.‍ | Етнички састав према попису из 1981.‍ | Етнички састав према попису из 1981.‍ | Етнички састав према попису из 1981.‍ |
| ------------------------------------ | ------------------------------------ | ------------------------------------ | ------------------------------------ | ------------------------------------ |
|                                      |                                      |                                      |                                      |                                      |
| Албанци                              | Албанци                              |                                      | 2.593                                | 99,6%                                |
| Срби                                 | Срби                                 |                                      | 2                                    | 0,08%                                |
| Црногорци                            | Црногорци                            |                                      | 2                                    | 0,08%                                |
| Словенци                             | Словенци                             |                                      | 2                                    | 0,08%                                |
| Муслимани                            | Муслимани                            |                                      | 1                                    | 0,04%                                |
| Укупно: 2.601                        |                                      |                                      |                                      |                                      |

| Етнички састав према попису из 2011.‍ | Етнички састав према попису из 2011.‍ | Етнички састав према попису из 2011.‍ | Етнички састав према попису из 2011.‍ | Етнички састав према попису из 2011.‍ |
| ------------------------------------ | ------------------------------------ | ------------------------------------ | ------------------------------------ | ------------------------------------ |
|                                      |                                      |                                      |                                      |                                      |
| Албанци                              | Албанци                              |                                      | 2.636                                | 99,8%                                |
| Бошњаци                              | Бошњаци                              |                                      | 4                                    | 0,15%                                |
| Срби                                 | Срби                                 |                                      | 1                                    | 0,04%                                |
| Укупно: 2.641                        |                                      |                                      |                                      |                                      |